# 斯特凡大公區
斯特凡大公區（羅馬尼亞語：Ştefan Vodă）是摩爾多瓦東南部的一個區，東鄰烏克蘭，面積998平方公里，首府斯特凡大公。2004年人口70,594人，當中大部分是摩爾多瓦人（92.5％），其次是烏克蘭人（3.1％）、俄羅斯人（2.7％）和羅馬尼亞人（0.8%）、保加利亞人（0.2％）和加告茲人（0.1%）。